# Синеборка
Синеборка, Сеноборка — река в России, протекает в Судогодском районе Владимирской области. Устье реки находится в 241 км по правому берегу реки Клязьма. Длина реки составляет 19 км, площадь водосборного бассейна — 92,1 км².
Исток реки находится в заболоченном лесу в урочище Грядки в 18 км к северо-востоку от Судогды. Течёт на юго-запад, затем резко разворачивается на север. На реке стоят деревни Нагорное, Смыково, Мичурино. В районе деревни Мичурино русло реки зарегулировано системой каналов. Впадает в Клязьму у деревни Кисельница. Перед устьем образует несколько стариц.

## Данные водного реестра
По данным государственного водного реестра России относится к Окскому бассейновому округу, водохозяйственный участок реки — Клязьма от города Владимир до города Ковров, без реки Нерль, речной подбассейн реки — бассейны притоков Оки от Мокши до впадения в Волгу. Речной бассейн реки — Ока.
По данным геоинформационной системы водохозяйственного районирования территории РФ, подготовленной Федеральным агентством водных ресурсов:
- Код водного объекта в государственном водном реестре — 09010300912110000032943
- Код по гидрологической изученности (ГИ) — 110003294
- Код бассейна — 09.01.03.009
- Номер тома по ГИ — 10
- Выпуск по ГИ — 0